# Daigoro Timoncini
Daigoro Timoncini (* 13. Dezember 1985 in Faenza) ist ein italienischer Ringer. Er ist vierfacher italienischer Meister im Schwergewicht im griechisch-römischen Stil.
Timoncini reifte im renommierten Club Atletico CISA zum Leistungssportler. Im Jahr 2004 errang er seinen ersten nationalen Meistertitel in der Gewichtsklasse bis 96 Kilogramm. Weitere Titel folgten 2005, 2006 und 2008. International belegte er nach verpasster Qualifikation für die Olympischen Spiele 2004 erstmals bei der Europameisterschaft 2005 in Warna mit Rang 7 einen vorderen Rang. Im September 2007 wurde er bei der Weltmeisterschaft in Baku Fünfter und qualifizierte sich damit für die Olympischen Sommerspiele 2008. Für die Vorbereitung darauf wurde der ausgebildete Polizist für ein Jahr vom Dienst freigestellt.
Von 2004 bis 2008 gehörte Timoncini dem Kader des Ringerbundesligisten KSV Ketsch an. Im Frühjahr 2008 wechselte er zur ASV Mainz 88.